# Sangokujin
Sangokujin (三国人, lit. « personne de pays tiers ») est un terme japonais utilisé pour désigner les ressortissants des anciens territoires de Taïwan, de Corée et de Chine perdus après la défaite de 1945. Il est censé avoir été inventé pour établir un statut politique, social et juridique distinct de celui des Japonais.

## Concept
Au lendemain de la guerre, le statut des Coréens et des Taïwanais n'était plus évident. Les forces d'occupation américaines bénéficiaient d'une immunité vis-à-vis du système pénal japonais. Certains Coréens et Taïwanais commencèrent à insister pour qu'ils ne dépendent plus du gouvernement japonais s'ils étaient bien dans des pays libérés. Cela provoqua la formation au Japon de nombreuses bandes composées de Coréens et de Taïwanais qui se combattaient pour le contrôle des marchés noirs. Les affrontements occasionnels entre ces bandes et la police japonaise étaient fréquemment rapportés dans les journaux, comme ce fut le cas pour l'incident de Shibuya. Beaucoup de ces hors-la-loi étaient désignés sous le terme de sangokujin, un mot inventé par l'administration américaine. Très vite, les Japonais commencèrent à associer ce nouveau mot avec les criminels issus des anciens territoires extérieurs de l'empire.
Les années passèrent et le Japon devint de plus en plus stable. Le terme fut considéré comme anachronique et tomba dans l'oubli. Cependant, il fut remis devant l'actualité quand le gouverneur nationaliste de Tokyo Shintarō Ishihara l'utilisa le 9 avril 2000 lorsqu'il s'adressa aux forces japonaises d'autodéfense. Il suggéra que l'armée devait se tenir prête à réprimer toutes activités criminelles de la part des sangokujin dans le cas d'un tremblement de terre catastrophique à Tokyo. Cela suscita beaucoup de critiques car le terme était maintenant devenu péjoratif. Le scénario catastrophe d'Ishihara fut également critiqué car il se référait au grand séisme de 1923 de Kantō après lequel beaucoup de Coréens furent massacrés par des milices civiles.
Le gouverneur déclara plus tard : « Pourquoi ne pourrait-on pas dire que les sangokujin… sont des sangokujin ? » Ishihara insista sur le fait que le terme ne concernait pas les Zainichi (étrangers) de sa génération. L'usage du terme fut ainsi discuté dans le monde politique.